# De Soto (Georgia)
De Soto – miasto w Stanach Zjednoczonych, w stanie Georgia, w hrabstwie Sumter.